# HMS Radiant (1916)
«Радиант» (англ. HMS Radiant) — британский эскадренный миноносец типа R.

## История службы
Вступил в строй 25 декабря 1916 года, участвовал в  Первой мировой войне , входил в состав 10-й флотилии эскадренных миноносцев. 23 декабря 1917 участвовал в сопровождении конвоя совместно с эсминцами «Torrent», «Surprise» и «Tornado», которые подорвались и погибли в этот день на германском минном поле. Уцелевший «Радиант» подобрал из воды 12 человек, погибло 252 человека.
В 1920 был продан Таиланду и переименован в «Phra Ruang». В годы Второй мировой войны использовался как учебный. Выведен из состава флота в 1959 году, был последним эсминцем своего типа, однако продолжал использоваться в качестве учебного судна и блокшива. В 2000 году корпус еще сохранялся на плаву.